# Copper Nunataks
Die Copper Nunataks (englisch für Kupfernunatakker) sind eine kleine Gruppe von Nunatakkern im Südosten des Palmerlands auf der Antarktischen Halbinsel. Sie ragen in einem Gebiet von 6 km im Durchmesser 18 km westsüdwestlich des Mount Crowell am Kopfende des Wetmore-Gletschers auf.
Der United States Geological Survey kartierte sie anhand eigener Vermessungen und Luftaufnahmen der United States Navy aus den Jahren von 1961 bis 1967. Der US-amerikanische Geologe Peter Dewitt Rowley (* 1942), der das Gebiet in zwei Kampagnen zwischen 1970 und 1973 erkundete, benannte sie nach der größten bekannten Kupferlagerstätte in Antarktika, die sich innerhalb der Nunatakker befindet.